# Begum Mansur Mohiuddin
Begum Mansura Mohiuddin foi uma política do Partido Jatiya (Ershad) e ex-membro do Parlamento por Nilphamari-1. Ela era a filha mais velha do ex-ministro Mashiur Rahman (Jadu Mia) e irmã do ex-ministro Shawfikul Ghaani Shapan. Begum foi casada com o ex-diplomata e representante permanente de Bangladesh nas Nações Unidas A. H. G. Mohiuddin. Begum faleceu no dia 25 de novembro de 2021.

## Carreira
Mohiuddin foi eleita para o parlamento por Nilphamari-1 como candidata do Partido Jatiya em 1986 e 1988.